# Hernán Crespo
Hernán Jorge Crespo (Florida, Buenos Aires, 5 de julio de 1975) es un exfutbolista y director técnico argentino. Actualmente dirige al São Paulo del Campeonato Brasileño de Serie A.
Jugó como centrodelantero, siendo uno de los más destacados goleadores americanos de su época, con un total de 328 goles oficiales y un promedio de 0,475 goles por partido.
Con la Selección Argentina, fue hasta 2007 el goleador histórico de las Eliminatorias Sudamericanas.
Además, es el máximo goleador de la historia del Parma F.C. con 94 goles.

## Trayectoria
Realizó sus estudios secundarios en el colegio La Salle de la ciudad de Florida en el partido de Vicente López, provincia de Buenos Aires.
En 1993 fue sorteado por Servicio Militar Obligatorio y en 1994 hizo el servicio en la Agrupación de Aviación de Ejército 601, ubicada en Campo de Mayo, Partido de San Miguel, Buenos Aires. En 1988 debutó en las divisiones inferiores de River Plate, donde finalmente se convertiría en un gran referente.

### Como jugador

#### River Plate
A los 18 años y en noviembre de 1993 debutó profesionalmente con River Plate de la mano del técnico Daniel Passarella, enfrentando a Newell's Old Boys, además ganó dos campeonatos locales, el Apertura de 1993 y 1994.
Sin embargo su mayor logro en la institución millonaria fue en 1996, donde ganó la Copa Libertadores 1996. Crespo tuvo un torneo magnífico, anotó diez goles, fue el goleador absoluto del equipo y fue el hombre decisivo (a excepción de las semifinales), de todas las llaves de eliminación directa, destacándose en la final donde anotó los dos goles que le dieron el título al equipo argentino.
La particularidad estadística del torneo de Crespo se basa en que no disputó dos partidos y no llegó a completar otros nueve, por lo que su promedio de gol fue óptimo.
En octavos de final, anotó en el partido de ida versus el Sporting Cristal en Perú, pero en la revancha se vio uno de los puntos más altos del delantero en el torneo, en Buenos Aires, donde convierte de "chilena" uno de los mejores goles que se recuerde en dicha competición.
En los cuartos de final, siguió siendo el "Hombre Gol", el rival de turno fue San Lorenzo, anotó en ambos partidos, reafirmando su apodo de "Arma Letal" del equipo de Ramón Díaz. El equipo eliminó a la Universidad de Chile en semifinales con un gol de Matías Almeyda.
El 19 de junio de 1996 llegó la final, luego de diez años, el conjunto millonario volvía a la definición continental contra el América de Cali de Colombia.
Tras haber perdido en el partido de ida por 1 a 0, el 26 de junio de 1996, en un Estadio Monumental repleto con más de 80 000 personas, se disputó la revancha, en donde "Valdanito" anotó los dos goles siendo figura para conseguir el título de River. El primero tras una asistencia de Ariel el burrito Ortega y con el arco libre marcó el 1 a 0 y niveló la final, mientras que en el segundo tiempo, a los 14 minutos llegaría su segundo gol, al conectar el centro de Marcelo Escudero de cabeza.
En su campaña en el club Millonario, anotó 36 goles en 82 partidos.

#### Parma
En agosto de ese año es transferido al Parma F.C. de Italia, donde debutó el 27 de octubre anotando un gol enfrentando al Inter de Milán en la derrota de su equipo 3-1 en el Estadio Giuseppe Meazza. En 1999 ganó la Copa Italia y una Copa UEFA, anotando un gol en la final contra el Olympique de Marsella de Francia, y fue elegido el mejor jugador de la final.
En sus cuatro temporadas en Parma, Crespo anotó un total de 80 goles en 151 partidos.

#### Lazio
En julio de 2000 fue fichado por la Lazio que pagó la cifra récord de 55 millones de dólares. En 2001 se convierte en el Capo Cannoniere de la temporada 2000/01 de la Serie A, con 26 goles. Sin lugar a dudas, en esta temporada en la Lazio se convirtió en uno de los mejores delanteros a nivel mundial y concretó lo que para muchos fue su mejor temporada, en la que también, a nivel de la Selección Argentina, terminó como goleador de la Eliminatorias de la Conmebol para el mundial de Japón y Corea del mismo año. Conquistó en esta temporada la Supercopa de Italia y fue tal su relación con el conjunto lazial que en 2009 llegó a afirmar en una entrevista a La Gazzetta dello Sport «Si me llaman (de la Lazio)... Ojalá. Sí, me gustaría mucho», afirmó sin dudarlo el futbolista, «Si pienso en la Lazio, pienso en una parte de mi vida, a la que aún estoy vinculado», comentó.
Sus 2 temporadas en la Lazio arrojaron una campaña de 48 goles en 73 partidos.

#### Inter de Milán y Chelsea

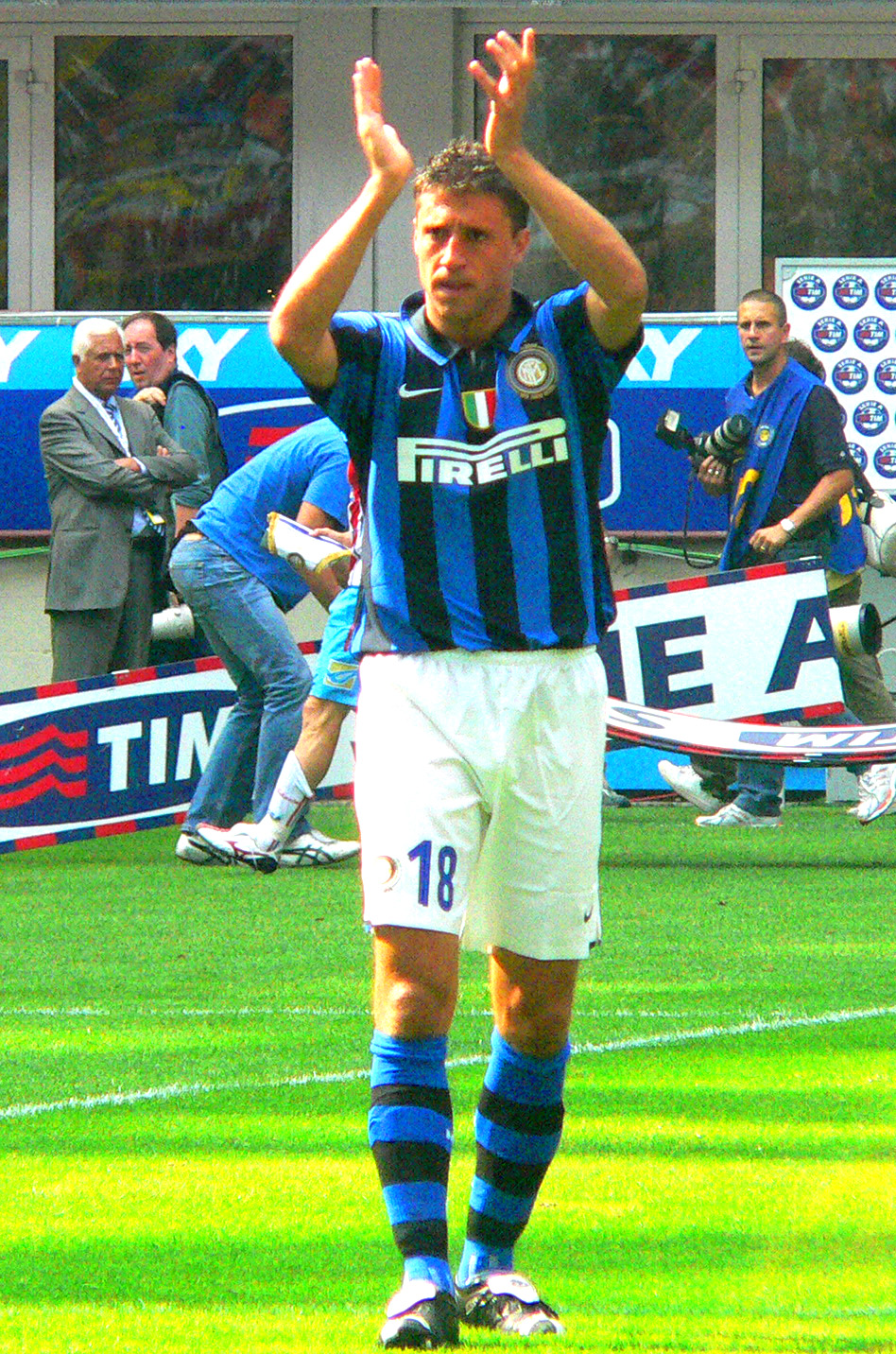
Crespo en un partido con el Inter de Milán

En 2002 fue traspasado al Inter de Milán por 40 millones de euros. Para reemplazar al goleador Ronaldo, en esta temporada Crespo anotó 7 goles en Serie A, pero realizó una buena tarea en la Liga de Campeones siendo el goleador del equipo anotando 9 goles en 12 partidos, su mejor marca histórica en el torneo. Al año siguiente, fue fichado por el Chelsea F.C. de Inglaterra, a cambio de 28 millones de euros donde juega 19 partidos y marca 10 goles, siendo el segundo máximo goleador del equipo.

#### Milán
En 2004 regresó a Italia para jugar cedido a préstamo en el AC Milan, con el cual ganó nuevamente la Supercopa de Italia. Igual que la vez anterior que Crespo había jugado en un equipo de Carlo Ancelotti, en el Milan también tuvo un gran rendimiento, sustituyendo permanentemente al delantero estrella del Milan Andriy Shevchenko, en ese entonces marginado del equipo por una lesión.
En la Liga de Campeones de ese año, el Milan llegó a la final donde jugó con el Liverpool FC de Inglaterra y en donde, increíblemente, terminó el primer tiempo ganando 3-0 (Crespo marcó dos de los goles) y luego el Liverpool FC terminó igualando el partido haciendo 3 goles en los primeros 15 minutos del segundo tiempo. Así el juego terminaría con los goles de Gerrard, Šmicer y Xabi Alonso para luego que el Liverpool terminara ganando en la serie de penales 3 a 2.
Su año en el club rossonero arroja un total de 18 goles en 40 partidos.

#### Regresos a Chelsea e Inter de Milán
En la temporada 2005-06 Crespo regresó al Chelsea donde consiguió la Liga, ayudando con sus 10 goles en 30 partidos.
En sus dos etapas en el conjunto londinense se despachó con 25 goles en 73 partidos.
En junio de 2006 fue cedido al Inter de Milán por dos años, consiguiendo el título de Liga en la temporada 2006-2007, marcando 14 goles en dicha competición. Disputó la titularidad en la potente delantera del Inter de Milán Integrada por Julio Cruz eIbrahimović.
Hasta diciembre de 2007, había anotado 176 goles en 353 partidos oficiales de Primera División, incluyendo las copas nacionales e internacionales y la selección nacional había convertido 295 goles: 36 en River Plate, 80 en Parma, 48 en SS Lazio, 25 en el Chelsea F.C., 18 en el AC Milan, 38 en el Inter de Milán 15 en la selección olímpica y 35 en la selección argentina.
En marzo de 2008 anotó su gol n.º 300 jugando con el Inter de Milán contra el SS Lazio, en un partido que finalizó 1-1. A 15 años de su debut como profesional, por la suma de los montos gastados en las operaciones realizadas sobre su pase, se trata de uno de los jugadores líderes de todos los tiempos. El número 1 argentino y el top 5 a nivel mundial.
En noviembre de 2008 se postuló como sustituto de Ruud van Nistelrooy en el Real Madrid, al cual una lesión lo tuvo apartado de los terrenos de juegos al menos hasta la temporada siguiente. El club blanco le ofreció un contrato de seis meses en condición de cesión, pero el artillero argentino no aceptó.
En 2009 cursó en Milán las carreras de ingeniero agrónomo y relaciones públicas.
Para la segunda parte de la temporada 2008-2009 han sido varias las propuestas de otros clubes, entre ellos Roma, Lazio y Tottenham para hacerse con los servicios del delantero. En el transcurso de la mencionada temporada, no contó con muchas apariciones en el campo de juego e incluso fue marginado de la lista de buena fe para la Liga de Campeones. A pesar de no ser el mejor momento de su carrera, como siempre, Crespo siguió trabajando para estar siempre en su mejor forma para cuando su director técnico lo necesitara. Tal es así, que en uno de los partidos más importantes camino a la liga obtenida por su equipo, Inter, contra el escolta, la Roma, entró en el minuto 70 y tras una gran asistencia de Lucho Figo, solo le tomó un minuto marcar el gol de un agónico empate 3-3 en donde salió ovacionado del campo al final del partido. Además de ser un gol clave para la obtención de ese campeonato, también sirvió para mantener el invicto de José Mourinho en condición de local, una marca increíble.
Su recorrido por en el equipo neroazzurro dejó 45 goles en 116 partidos.

#### Genoa y el regreso a Parma
Por las pocas oportunidades ofrecidas por el técnico José Mourinho, el goleador decidió firmar un contrato por dos años con el Genoa, después de estudiar varias ofertas importantes como Lazio o Fiorentina. Crespo jugó en el equipo genovés solamente 6 meses.
En el transcurso de su paso por Genoa donde tuvo como compañeros a su compatriota Rodrigo "La Joya" Palacio o los italianos Sergio Floccari y Rafaelle Palladino, Crespo anotó 7 goles, 5 por serie A, doblete frente a Siena, y el resto de los goles frente a Napoli, Juventus y Atalanta. En tanto que por la Liga de Europa anotó 2, un tanto al Lille francés y otro al Valencia de España.
Crespo en Genoa marcó 7 goles en 21 juegos.
En enero de 2010, y a casi 10 años de haberse marchado, Crespo regresa al primer club europeo donde jugó, el Parma FC, donde es ídolo y máximo goleador histórico del equipo en la Serie A, siendo recibido por alrededor de 1000 fanáticos. Con este traspaso se posibilitó la llegada de Robert Acquafresca al Genoa desde Atalanta y Nicola Amoruso al Atalanta desde Parma. El 5 de diciembre de 2010, Crespo superó los 150 goles en Serie A al anotarle un doblete al Udinese y se puso por delante de Enrique Omar Sívori para ser el segundo máximo goleador argentino en la historia de dicha competición. A pesar de ser todo un veterano, de 17 temporadas, Crespo fue un delantero de garantías, por lo que todavía pudo jugar en Europa en clubes como el Parma FC y hacerlo a muy buen nivel. En la temporada 2010/11 resultó máximo goleador del club parmesano, con 11 tantos, 2 en la Copa Italia y 9 por la Serie A, alternando partidos como titular y en otros apareciendo desde el banco de relevos.
El 30 de junio de 2011, Crespo a pocos días de cumplir 36 años, renovó su contrato con la entidad parmesana por una temporada más, un hecho que provocó mucha alegría en la afición.
En la edición 2011-12 de la Copa Italia, Crespo anotó por duplicado en el primer partido de dicho certamen vs Grossetto, habiendo jugado apenas 29 minutos. Con este doblete sumó 10 goles y se coloca como el segundo goleador histórico del Parma FC en esta competición nacional, ubicado por detrás de Alessandro Melli (11).
Crespo en su segundo paso por Parma llegó a 14 conquistas en 45 juegos, entre sus 2 pasos acumuló 94 goles en 196 partidos.
Hasta febrero de 2011, ha anotado 198 goles en 447 partidos oficiales de Primera División. Incluyendo las copas nacionales e internacionales y la selección nacional ha convertido 323 goles: 36 en River Plate, 94 en Parma FC, 48 en SS Lazio, 25 en el Chelsea F.C., 18 en AC Milan, 7 en Genoa, 45 en el Inter de Milán, 15 en la Selección Olímpica y 35 en la Selección Argentina.
El 2 de febrero de 2012 anunció su ida del club italiano.

#### Retiro
A los 36 años Hernán Crespo, en ese entonces al servicio del Parma italiano, en una entrevista  publicada en la página web oficial del club, anunció que la temporada 2012-13 sería una de las últimas en el equipo, ya que había una probabilidad del 90 % de que el 2012 sería el último año en su actividad deportiva. 
Recordado por sus goles con la selección argentina, no ocultaba que su edad empezaba a ser una limitación en su nivel de juego, «los achaques se dejan sentir con la edad» y que, por eso, se marchaba para no hacer “el ridículo”.
En enero de 2012 se conoció la noticia de que un club de fútbol de la India quería contratarlo junto a otras estrellas internacionales, pero finalmente ello no sucedió. De todos modos Crespo si actuó profesionalmente en la India en 2016 y 2017 cuando jugó en la Premier Futsal League con los equipos Kolkata 5s y Chennai Singhams.

### Como entrenador

#### Parma
En julio de 2014 se convirtió en director técnico de las divisiones inferiores del Parma de Italia, puesto que ocupó hasta el 30 de junio de 2015.

#### Módena
En julio de 2015 comenzó su carrera como director técnico en el club italiano. Fue despedido el 26 de marzo de 2016, con el club un punto por encima de la zona de descenso.

#### Banfield
En la temporada 2018-19 tuvo la oportunidad de dirigir el Club Atlético Banfield pero debido a la poca efectividad a la hora de sacar puntos, la incorporación de malos refuerzos que en muchos casos ni jugaron, tapar juveniles con refuerzos de menor calidad, llevar al club de los puestos de copas internacionales a zona de descenso y malos tratos hacía los hinchas lo terminaron despidiendo como entrenador del club del conurbano bonaerense.

#### Defensa y Justicia
El 25 de enero de 2020, Crespo fue nombrado entrenador de Defensa y Justicia, también en la máxima categoría argentina. El 23 de enero de 2021, llevó al club a su primer trofeo internacional al ganar la Copa Sudamericana tras derrotar a Lanús por 3-0.

#### São Paulo
El 12 de febrero de 2021 fue anunciado como nuevo director técnico del São Paulo, donde tuvo una buena primera etapa en el certamen, con 27 puntos de 36 posibles en la Primera Fase. Luego eliminó a Ferroviária en cuartos de final, goleó a Mirassol en las semis y venció al Palmeiras en la final. Así, São Paulo volvió a conquistar el título estadual después de 16 años, cortando con ocho años y medio sin títulos de ninguna índole, desde la Copa Sudamericana 2012.
Sin embargo, el 13 de octubre de 2021, Crespo fue despedido —de común acuerdo entre ambas partes— tras realizar una magra campaña en el Brasilerao 2021, donde tras 25 fechas disputadas, su equipo solo había ganado 6 partidos, ubicándose a 3 puntos del descenso directo. Fue reemplazado por Rogério Ceni.

#### Al-Duhail
El 24 de marzo de 2022, Crespo fue presentado como nuevo entrenador del Al-Duhail qatarí y reemplazó al portugués Luís Castro, quien decidió irse para asumir en Botafogo.En su primera temporada consiguió el triplete de liga, la Copa de Catar y la Copa de las Estrellas, además de alcanzar las semifinales de la Liga de Campeones de la AFC.El 11 de octubre de 2023 dejó su cargo en el club de mutuo acuerdo.

#### Al-Ain
El 8 de noviembre de 2023, fue confirmado como entrenador del Al-Ain.El 25 de mayo de 2024, obtuvo la Liga de Campeones de la AFC luego de vencer al Yokohama F. Marinos por 6-3 en el global.Sin embargo, en el mes de noviembre, presentó su renuncia al cargo después de una serie de malos resultados.

#### Nueva etapa en São Paulo
El 18 de junio de 2025, inició su segundo ciclo al frente del São Paulo.

## Vida personal
Estuvo casado con Alessia Andra Rossi de ascendencia italiana y rumana a quien conoció en Italia y con quien tiene tres hijas.

## Selección nacional
Por la Selección argentina ha jugado los Juegos Olímpicos de Atlanta 1996, donde consiguió medalla de plata y fue goleador del torneo, con 6 goles junto al brasileño Bebeto. Además participó en los Mundiales de 1998, 2002 y 2006, en esta última, como indiscutido referente del ataque argentino, siendo titular toda la competencia, goleador y unos de los puntos más altos seleccionado en dicha competición. Es el goleador histórico sudamericano de las clasificatorias mundialistas con 19 goles, en las eliminatorias al Mundial 1998, anotó 3 goles en 10 partidos, en las eliminatorias al Mundial 2002, anotó 9 goles en 12 partidos y en las eliminatorias al Mundial 2006, anotó 7 goles en 11 partidos, 2 de ellos, en un muy recordado encuentro, donde la Selección Argentina derrotó a su par de Brasil por 3 a 1 en Buenos Aires a mediados de 2005 con una destacada actuación de "Valdanito".
- Goles en la Selección: 35 (es el 4.º goleador histórico de la Selección argentina, después de Lionel Messi, Batistuta y Sergio Agüero, y por delante, de Diego Armando Maradona)
- Partidos internacionales: 64
- Debut en la Selección: Argentina vs. Bulgaria el 14 de febrero de 1995.

Hernán Crespo marcó goles en tres de los cuatro partidos que jugó en el Mundial de Alemania: el primero de ellos fue en el debut de la selección argentina ante Costa de Marfil (victoria 2-1); luego en la goleada por 6-0 ante Serbia y Montenegro marcaría su segundo gol personal tras una habilitación de Lionel Messi; finalmente marcó en octavos de final ante México, un partido muy difícil que Argentina ganó 2-1 en el alargue. La participación de Argentina y de Crespo en el Mundial terminaría con la eliminación a manos de Alemania por los cuartos de final, tras terminar empatados 1-1 en los 120 minutos reglamentarios, pasaría Alemania por penales. Sin embargo, "Valdanito" recibió la Bota de Plata del Mundial y fue elegido integrante del equipo ideal de dicho certamen.

### Participaciones en Copas del Mundo
| Mundial           | Sede                  | Resultado        | Partidos | Goles | Prom. |
| ----------------- | --------------------- | ---------------- | -------- | ----- | ----- |
| Copa Mundial 1998 | Francia               | Cuartos de final | 1        | 0     | 0,00  |
| Copa Mundial 2002 | Corea del Sur y Japón | Fase de grupos   | 3        | 1     | 0,33  |
| Copa Mundial 2006 | Alemania              | Cuartos de final | 4        | 3     | 0,75  |
| Total             | Total                 | Total            | 8        | 4     | 0,5   |

### Participaciones en Copas América
| Copa              | Sede      | Resultado  | Partidos | Goles | Promedio |
| ----------------- | --------- | ---------- | -------- | ----- | -------- |
| Copa América 2007 | Venezuela | Subcampeón | 2        | 3     | 1,5      |
| Total             | Total     | Total      | 2        | 3     | 1,5      |

### Participaciones en Eliminatorias
| Eliminatorias     | Resultado | Partidos | Goles | Promedio |
| ----------------- | --------- | -------- | ----- | -------- |
| Eliminatoria 1998 | 1° lugar  | 10       | 3     | 0,3      |
| Eliminatoria 2002 | 1° lugar  | 12       | 9     | 0,7      |
| Eliminatoria 2006 | 2° lugar  | 11       | 7     | 0,6      |
| Total             | Total     | 33       | 19    | 0,6      |

### Selección
| Torneo                     | Año              | País      | Part. | Goles |
| -------------------------- | ---------------- | --------- | ----- | ----- |
| Copa Mundial de Fútbol     | 1998, 2002, 2006 | Argentina | 8     | 4     |
| Eliminatorias Mundialistas | 1998, 2002, 2006 | Argentina | 33    | 19    |
| Copa América               | 2007             | Argentina | 2     | 3     |
| Amistosos                  | 1996 - 2007      | Argentina | 21    | 9     |
| Total                      | Total            | Total     | 64    | 35    |

| 1.      | 14 de febrero de 1995    | Mendoza, Argentina               | Bulgaria            | 4–1                 | 0 | Amistoso                                   |
| 1995/96 |                          |                                  |                     |                     |   |                                            |
| 2.      | 2 de junio de 1996       | Quito, Ecuador                   | Ecuador             | 0–2                 | 0 | Eliminatorias para la Copa Mundial de 1998 |
|         | 20 de julio de 1996      | Birmingham, Estados Unidos       | Estados Unidos      | 3–1                 | 1 | JJOO de Atlanta 1996 (Argentina Sub-23)    |
|         | 22 de julio de 1996      | Washington D. C., Estados Unidos | Portugal            | 1–1                 | 0 | JJOO de Atlanta 1996 (Argentina Sub-23)    |
|         | 24 de julio de 1996      | Birmingham, Estados Unidos       | Túnez               | 1–1                 | 0 | JJOO de Atlanta 1996 (Argentina Sub-23)    |
|         | 27 de julio de 1996      | Birmingham, Estados Unidos       | España              | 4–0                 | 2 | JJOO de Atlanta 1996 (Argentina Sub-23)    |
|         | 30 de julio de 1996      | Athens,, Estados Unidos          | Portugal            | 2–0                 | 2 | JJOO de Atlanta 1996 (Argentina Sub-23)    |
|         | 3 de agosto de 1996      | Athens,, Estados Unidos          | Nigeria             | 2–3                 | 1 | JJOO de Atlanta 1996 (Argentina Sub-23)    |
| 1996/97 |                          |                                  |                     |                     |   |                                            |
| 3.      | 28 de diciembre de 1996  | Mar del Plata, Argentina         | Yugoslavia          | 2–3                 | 0 | Amistoso                                   |
| 4.      | 12 de enero de 1997      | Montevideo, Uruguay              | Uruguay             | 0–0                 | 0 | Eliminatorias para la Copa Mundial de 1998 |
| 5.      | 12 de febrero de 1997    | Barranquilla, Colombia           | Colombia            | 1–0                 | 0 | Eliminatorias para la Copa Mundial de 1998 |
| 6.      | 30 de abril de 1997      | Buenos Aires, Argentina          | Ecuador             | 2–1                 | 1 | Eliminatorias para la Copa Mundial de 1998 |
| 7.      | 8 de junio de 1997       | Buenos Aires, Argentina          | Perú                | 2–0                 | 1 | Eliminatorias para la Copa Mundial de 1998 |
| 8.      | 6 de julio de 1997       | Asunción, Paraguay               | Paraguay            | 2–1                 | 0 | Eliminatorias para la Copa Mundial de 1998 |
| 9.      | 20 de julio de 1997      | Buenos Aires, Argentina          | Venezuela           | 2–0                 | 1 | Eliminatorias para la Copa Mundial de 1998 |
| 1997/98 |                          |                                  |                     |                     |   |                                            |
| 10.     | 10 de septiembre de 1997 | Santiago, Chile                  | Chile               | 2–1                 | 0 | Eliminatorias para la Copa Mundial de 1998 |
| 11.     | 12 de octubre de 1997    | Buenos Aires, Argentina          | Uruguay             | 0–0                 | 0 | Eliminatorias para la Copa Mundial de 1998 |
| 12.     | 16 de noviembre de 1997  | Buenos Aires, Argentina          | Colombia            | 1–1                 | 0 | Eliminatorias para la Copa Mundial de 1998 |
| 13.     | 19 de febrero de 1998    | Mendoza, Argentina               | Rumania             | 2–1                 | 0 | Amistoso                                   |
| 14.     | 24 de febrero de 1998    | Mar del Plata, Argentina         | Yugoslavia          | 3–1                 | 3 | Amistoso                                   |
| 15.     | 30 de junio de 1998      | Saint-Étienne, Francia           | Inglaterra          | 2–2 (AET) 4–3 (PSO) | 0 | Copa Mundial de 1998                       |
| 1998/99 |                          |                                  |                     |                     |   |                                            |
| 16.     | 31 de marzo de 1999      | Ámsterdam, Países Bajos          | Países Bajos        | 1–1                 | 0 | Amistoso                                   |
| 1999/00 |                          |                                  |                     |                     |   |                                            |
| 17.     | 4 de septiembre de 1999  | Buenos Aires, Argentina          | Brasil              | 2–0                 | 1 | Amistoso                                   |
| 18.     | 7 de septiembre de 1999  | Porto Alegre, Brasil             | Brasil              | 2–4                 | 0 | Amistoso                                   |
| 19.     | 17 de noviembre de 1999  | Sevilla, España                  | España              | 2–0                 | 0 | Amistoso                                   |
| 20.     | 23 de febrero de 2000    | Londres, Inglaterra              | Inglaterra          | 0–0                 | 0 | Amistoso                                   |
| 21.     | 29 de marzo de 2000      | Buenos Aires, Argentina          | Chile               | 4–1                 | 0 | Eliminatorias para la Copa Mundial de 2002 |
| 22.     | 26 de abril de 2000      | Maracaibo, Venezuela             | Venezuela           | 4–0                 | 1 | Eliminatorias para la Copa Mundial de 2002 |
| 23.     | 29 de junio de 2000      | Bogotá, Colombia                 | Colombia            | 3–1                 | 1 | Eliminatorias para la Copa Mundial de 2002 |
| 24.     | 19 de julio de 2000      | Buenos Aires, Argentina          | Ecuador             | 2–0                 | 1 | Eliminatorias para la Copa Mundial de 2002 |
| 25.     | 26 de julio de 2000      | San Pablo, Brasil                | Brasil              | 1–3                 | 0 | Eliminatorias para la Copa Mundial de 2002 |
| 2000/01 |                          |                                  |                     |                     |   |                                            |
| 26.     | 16 de agosto de 2000     | Buenos Aires, Argentina          | Paraguay            | 1–1                 | 0 | Eliminatorias para la Copa Mundial de 2002 |
| 27.     | 3 de septiembre de 2000  | Lima, Perú                       | Perú                | 2–1                 | 1 | Eliminatorias para la Copa Mundial de 2002 |
| 28.     | 28 de febrero de 2001    | Roma, Italia                     | Italia              | 2–1                 | 1 | Amistoso                                   |
| 29.     | 28 de marzo de 2001      | Buenos Aires, Argentina          | Venezuela           | 5–0                 | 1 | Eliminatorias para la Copa Mundial de 2002 |
| 30.     | 25 de abril de 2001      | La Paz, Bolivia                  | Bolivia             | 3–3                 | 2 | Eliminatorias para la Copa Mundial de 2002 |
| 31.     | 3 de junio de 2001       | Buenos Aires, Argentina          | Colombia            | 3–0                 | 1 | Eliminatorias para la Copa Mundial de 2002 |
| 2001/02 |                          |                                  |                     |                     |   |                                            |
| 32.     | 15 de agosto de 2001     | Quito, Ecuador                   | Ecuador             | 2–0                 | 1 | Eliminatorias para la Copa Mundial de 2002 |
| 33.     | 5 de septiembre de 2001  | Buenos Aires, Argentina          | Brasil              | 2–1                 | 0 | Eliminatorias para la Copa Mundial de 2002 |
| 34.     | 2 de junio de 2002       | Ibaraki, Japón                   | Nigeria             | 1–0                 | 0 | Copa Mundial de 2002                       |
| 35.     | 7 de junio de 2002       | Sapporo, Japón                   | Inglaterra          | 0–1                 | 0 | Copa Mundial de 2002                       |
| 36.     | 12 de junio de 2002      | Rifu, Miyagi, Japón              | Suecia              | 1–1                 | 1 | Copa Mundial de 2002                       |
| 2002/03 |                          |                                  |                     |                     |   |                                            |
| 37.     | 20 de noviembre de 2002  | Saitama, Japón                   | Japón               | 2–0                 | 1 | Amistoso                                   |
| 2003/04 |                          |                                  |                     |                     |   |                                            |
| 38.     | 20 de agosto de 2003     | Florencia, Italia                | Uruguay             | 3–2                 | 0 | Amistoso                                   |
| 39.     | 6 de septiembre de 2003  | Buenos Aires, Argentina          | Chile               | 2–2                 | 0 | Eliminatorias para la Copa Mundial de 2006 |
| 40.     | 9 de septiembre de 2003  | Caracas, Venezuela               | Venezuela           | 3–0                 | 1 | Eliminatorias para la Copa Mundial de 2006 |
| 41.     | 15 de noviembre de 2003  | Buenos Aires, Argentina          | Bolivia             | 3–0                 | 1 | Eliminatorias para la Copa Mundial de 2006 |
| 42.     | 19 de noviembre de 2003  | Barranquilla, Colombia           | Colombia            | 1–1                 | 1 | Eliminatorias para la Copa Mundial de 2006 |
| 43.     | 30 de marzo de 2004      | Buenos Aires, Argentina          | Ecuador             | 1–0                 | 1 | Eliminatorias para la Copa Mundial de 2006 |
| 44.     | 28 de abril de 2004      | Casablanca, Marruecos            | Marruecos           | 1–0                 | 0 | Amistoso                                   |
| 45.     | 2 de junio de 2004       | Belo Horizonte, Brasil           | Brasil              | 1–3                 | 0 | Eliminatorias para la Copa Mundial de 2006 |
| 46.     | 6 de junio de 2004       | Buenos Aires, Argentina          | Paraguay            | 0–0                 | 0 | Eliminatorias para la Copa Mundial de 2006 |
| 2004/05 |                          |                                  |                     |                     |   |                                            |
| 47.     | 9 de febrero de 2005     | Düsseldorf, Alemania             | Alemania            | 2–2                 | 2 | Amistoso                                   |
| 48.     | 30 de marzo de 2005      | Buenos Aires, Argentina          | Colombia            | 1–0                 | 1 | Eliminatorias para la Copa Mundial de 2006 |
| 49.     | 8 de junio de 2005       | Buenos Aires, Argentina          | Brasil              | 3–1                 | 2 | Eliminatorias para la Copa Mundial de 2006 |
| 2005/06 |                          |                                  |                     |                     |   |                                            |
| 50.     | 17 de agosto de 2005     | Budapest, Hungría                | Hungría             | 2–1                 | 0 | Amistoso                                   |
| 51.     | 9 de octubre de 2005     | Buenos Aires, Argentina          | Perú                | 2–0                 | 0 | Eliminatorias para la Copa Mundial de 2006 |
| 52.     | 12 de octubre de 2005    | Montevideo, Uruguay              | Uruguay             | 0–1                 | 0 | Eliminatorias para la Copa Mundial de 2006 |
| 53.     | 12 de noviembre de 2005  | Ginebra, Suiza                   | Inglaterra          | 2–3                 | 1 | Amistoso                                   |
| 54.     | 1 de marzo de 2006       | Basilea, Suiza                   | Croacia             | 2–3                 | 0 | Amistoso                                   |
| 55.     | 30 de mayo de 2006       | Salerno, Italia                  | Angola              | 2–0                 | 0 | Amistoso                                   |
| 56.     | 10 de junio de 2006      | Hamburgo, Alemania               | Costa de Marfil     | 2–1                 | 1 | Copa Mundial de 2006                       |
| 57.     | 16 de junio de 2006      | Gelsenkirchen, Alemania          | Serbia y Montenegro | 6–0                 | 1 | Copa Mundial de 2006                       |
| 58.     | 24 de junio de 2006      | Leipzig, Alemania                | México              | 2–1 (AET)           | 1 | Copa Mundial de 2006                       |
| 59.     | 30 de junio de 2006      | Berlín, Alemania                 | Alemania            | 1–1 (AET) 2–4 (PSO) | 0 | Copa Mundial de 2006                       |
| 2006/07 |                          |                                  |                     |                     |   |                                            |
| 60.     | 7 de febrero de 2007     | Saint-Denis, Francia             | Francia             | 1–0                 | 0 | Amistoso                                   |
| 61.     | 2 de junio de 2007       | Basilea, Suiza                   | Suiza               | 1–1                 | 0 | Amistoso                                   |
| 62.     | 5 de junio de 2007       | Barcelona, España                | Argelia             | 4–3                 | 0 | Amistoso                                   |
| 63.     | 28 de junio de 2007      | Maracaibo, Venezuela             | Estados Unidos      | 4–1                 | 2 | Copa América 2007                          |
| 64.     | 2 de julio de 2007       | Maracaibo, Venezuela             | Colombia            | 4–2                 | 1 | Copa América 2007                          |

## Características del jugador
Se desempeñó como centrodelantero, pero también podía acompañar en un "doble 9" a otro delantero centro. Su juego constaba de una gran habilidad con la pelota en los pies, ya sea, para jugar a uno o dos toques o para trasladar el balón y regatear adversarios. Es diestro, pero su facilidad para resolver con ambas piernas quedó demostrada a base de muchas conquistas con la zurda. Técnicamente es reconocido por ser un goleador con un amplio repertorio de definiciones de calidad, muchos goles de taco, de chilena o tijera y eludiendo a los arqueros en el mano a mano. Fue también es un jugador potente, poseedor de un gran cabezazo/juego aéreo y de una fortaleza física. Crespo fue reconocido en el terreno por su juego limpio, su compañerismo, su profesionalidad. Durante su carrera ha recibido contadas tarjetas amarillas y jamás fue expulsado.

## Estadísticas

### Como jugador

#### En clubes
| River Plate Argentina | 1.ª                 | 1993-94             | 25  | 13  | 7  | 3  | 0  | 0 | —   | —  | —  | 28  | 13  | 7  | 0,46 |
| River Plate Argentina | 1.ª                 | 1994-95             | 18  | 5   | 2  | —  | —  | — | 2   | 2  | 0  | 20  | 7   | 2  | 0,35 |
| River Plate Argentina | 1.ª                 | 1995-96             | 19  | 6   | 3  | —  | —  | — | 14  | 10 | 2  | 33  | 16  | 5  | 0,48 |
| River Plate Argentina | Total club          | Total club          | 62  | 24  | 12 | 3  | 0  | 0 | 16  | 12 | 2  | 81  | 36  | 14 | 0,44 |
| Parma AC · Italia | 1.ª                 | 1996-97             | 27  | 12  | 2  | 1  | 0  | 0 | —   | —  | —  | 28  | 12  | 2  | 0,43 |
| Parma AC · Italia | 1.ª                 | 1997-98             | 25  | 12  | 2  | 2  | 0  | 1 | 8   | 2  | 2  | 35  | 14  | 5  | 0,40 |
| Parma AC · Italia | 1.ª                 | 1998-99             | 30  | 16  | 3  | 7  | 6  | 1 | 8   | 6  | 2  | 45  | 28  | 6  | 0,62 |
| Parma AC · Italia | 1.ª                 | 1999-00             | 35  | 22  | 6  | 3  | 1  | 2 | 5   | 3  | 0  | 43  | 26  | 8  | 0,61 |
| Parma AC · Italia | Total 1.ª etapa     | Total 1.ª etapa     | 117 | 62  | 13 | 13 | 7  | 4 | 21  | 11 | 4  | 151 | 80  | 21 | 0.53 |
| SS Lazio · Italia | 1.ª                 | 2000-01             | 32  | 26  | 4  | 2  | 0  | 1 | 6   | 2  | 0  | 40  | 28  | 5  | 0,70 |
| SS Lazio · Italia | 1.ª                 | 2001-02             | 22  | 13  | 2  | 4  | 4  | 0 | 7   | 3  | 0  | 33  | 20  | 2  | 0,61 |
| SS Lazio · Italia | Total club          | Total club          | 54  | 39  | 6  | 6  | 4  | 1 | 13  | 5  | 0  | 73  | 48  | 7  | 0,66 |
| Inter de Milán · Italia | 1.ª                 | 2002-03             | 18  | 7   | 7  | —  | —  | — | 12  | 9  | 3  | 30  | 16  | 10 | 0,53 |
| Chelsea FC Inglaterra | 1.ª                 | 2003-04             | 19  | 10  | 0  | 2  | 0  | 0 | 10  | 2  | 0  | 31  | 12  | 0  | 0,39 |
| AC Milan · Italia | 1.ª                 | 2004-05             | 28  | 11  | 3  | 2  | 1  | 0 | 10  | 6  | 0  | 40  | 18  | 3  | 0,45 |
| Chelsea FC Inglaterra | 1.ª                 | 2005-06             | 30  | 10  | 2  | 7  | 1  | 1 | 5   | 2  | 1  | 42  | 13  | 4  | 0,31 |
| Chelsea FC Inglaterra | Total club          | Total club          | 49  | 20  | 2  | 9  | 1  | 1 | 15  | 4  | 1  | 73  | 25  | 4  | 0,34 |
| Inter de Milán · Italia | 1.ª                 | 2006-07             | 30  | 14  | 2  | 5  | 5  | 0 | 6   | 1  | 0  | 41  | 20  | 2  | 0,49 |
| Inter de Milán · Italia | 1.ª                 | 2007-08             | 19  | 4   | 0  | 5  | 2  | 0 | 5   | 1  | 0  | 29  | 7   | 0  | 0,24 |
| Inter de Milán · Italia | 1.ª                 | 2008-09             | 14  | 2   | 2  | 3  | 0  | 0 | —   | —  | —  | 17  | 2   | 2  | 0,12 |
| Inter de Milán · Italia | Total 2.ª etapa     | Total 2.ª etapa     | 63  | 20  | 4  | 13 | 7  | 0 | 11  | 2  | 0  | 87  | 29  | 4  | 0.33 |
| Inter de Milán · Italia | Total club          | Total club          | 81  | 27  | 11 | 13 | 7  | 0 | 23  | 11 | 3  | 117 | 45  | 14 | 0,39 |
| Genoa CFC · Italia | 1.ª                 | 2009-10             | 16  | 5   | 0  | 1  | 0  | 0 | 4   | 2  | 0  | 21  | 7   | 0  | 0,33 |
| Parma FC · Italia | 1.ª                 | 2010                | 13  | 1   | 3  | —  | —  | — | —   | —  | —  | 13  | 1   | 3  | 0,08 |
| Parma FC · Italia | 1.ª                 | 2010-11             | 29  | 9   | 0  | 2  | 2  | 0 | —   | —  | —  | 31  | 11  | 0  | 0,36 |
| Parma FC · Italia | 1.ª                 | 2011                | 4   | 0   | 0  | 2  | 2  | 0 | —   | —  | —  | 6   | 2   | 0  | 0,33 |
| Parma FC · Italia | Total 2.ª etapa     | Total 2.ª etapa     | 46  | 10  | 3  | 4  | 4  | 0 | 0   | 0  | 0  | 50  | 14  | 3  | 0.28 |
| Parma FC · Italia | Total club          | Total club          | 163 | 72  | 16 | 17 | 11 | 4 | 21  | 11 | 4  | 201 | 94  | 24 | 0,47 |
| Total en su carrera | Total en su carrera | Total en su carrera | 453 | 198 | 50 | 51 | 24 | 6 | 102 | 51 | 10 | 606 | 273 | 66 | 0,45 |
| (1) Incluye datos de la Copa Centenario de la AFA (1993-94); Copa de la Liga de Inglaterra / Community Shield / FA Cup (2003-06); Supercopa de Italia (1999-06); Copa Italia (1996-11). (3) Incluye datos de la Copa Libertadores (1995-96); Liga de Campeones de la UEFA (1997-07); Copa de la UEFA/Liga Europa de la UEFA (1998-09). (3) No incluye goles en partidos amistosos. |                     |                     |     |     |    |    |    |   |     |    |    |     |     |    |      |

#### Selecciones
| Selección | Temporada     | Amistosos | Amistosos | Amistosos | Sudamérica(1) | Sudamérica(1) | Sudamérica(1) | Mundial(2) | Mundial(2) | Mundial(2) | Total | Total | Total  | Media goleadora |
| Selección | Temporada     | Part.     | Goles     | Asist.    | Part.         | Goles         | Asist.        | Part.      | Goles      | Asist.     | Part. | Goles | Asist. | Media goleadora |
| --- | ------------- | --------- | --------- | --------- | ------------- | ------------- | ------------- | ---------- | ---------- | ---------- | ----- | ----- | ------ | --------------- |
| Olímpica Argentina | 1995          | —         | —         | —         | 1             | 0             | 0             | —          | —          | —          | 1     | 0     | 0      | 0,00            |
| Olímpica Argentina | 1996          | 5         | 9         | 5         | 4             | 5             | 2             | 6          | 6          | 2          | 15    | 20    | 9      | 1,33            |
| Olímpica Argentina | Total         | 5         | 9         | 5         | 5             | 5             | 2             | 6          | 6          | 2          | 16    | 20    | 9      | 1,25            |
| Adulta Argentina | 1995          | 1         | 0         | 0         | —             | —             | —             | —          | —          | —          | 1     | 0     | 0      | 0,00            |
| Adulta Argentina | 1996          | 1         | 0         | 0         | 1             | 0             | 0             | —          | —          | —          | 2     | 0     | 0      | 0,00            |
| Adulta Argentina | 1997          | —         | —         | —         | 9             | 3             | 0             | —          | —          | —          | 9     | 3     | 0      | 0,33            |
| Adulta Argentina | 1998          | 2         | 3         | 0         | —             | —             | —             | 1          | 0          | 0          | 3     | 3     | 0      | 1,00            |
| Adulta Argentina | 1999          | 4         | 1         | 0         | —             | —             | —             | —          | —          | —          | 4     | 1     | 0      | 0,25            |
| Adulta Argentina | 2000          | 1         | 0         | 0         | 7             | 4             | 2             | —          | —          | —          | 8     | 4     | 2      | 0,50            |
| Adulta Argentina | 2001          | 1         | 1         | 1         | 5             | 5             | 1             | —          | —          | —          | 6     | 6     | 2      | 1,00            |
| Adulta Argentina | 2002          | 1         | 1         | 0         | —             | —             | —             | 3          | 1          | 0          | 4     | 2     | 0      | 0,50            |
| Adulta Argentina | 2003          | 1         | 0         | 0         | 4             | 3             | 1             | —          | —          | —          | 5     | 3     | 1      | 0,60            |
| Adulta Argentina | 2004          | 1         | 0         | 0         | 3             | 1             | 0             | —          | —          | —          | 4     | 1     | 0      | 0,25            |
| Adulta Argentina | 2005          | 3         | 3         | 0         | 4             | 3             | 0             | —          | —          | —          | 7     | 6     | 0      | 0,86            |
| Adulta Argentina | 2006          | 2         | 0         | 0         | —             | —             | —             | 4          | 3          | 1          | 6     | 3     | 1      | 0,50            |
| Adulta Argentina | 2007          | 3         | 0         | 1         | 2             | 3             | 0             | —          | —          | —          | 5     | 3     | 1      | 0,60            |
| Adulta Argentina | Total         | 21        | 9         | 2         | 35            | 22            | 4             | 8          | 4          | 1          | 64    | 35    | 7      | 0,55            |
| Total carrera | Total carrera | 26        | 18        | 7         | 40            | 27            | 6             | 14         | 10         | 3          | 80    | 55    | 16     | 0,69            |
| (1) Incluye los partidos de los Juegos Panamericanos / Preolímpico Sub-23 (1995-96); Clasificatorias Sudamericanas / Copa América (1996-07). (2) Incluye los partidos de los Juegos Olímpicos (1996). |               |           |           |           |               |               |               |            |            |            |       |       |        |                 |

#### Resumen estadístico
| Competición           | Partidos | Goles | Promedio | Asistencias | Promedio | Goles y asistencias | Promedio |
| --------------------- | -------- | ----- | -------- | ----------- | -------- | ------------------- | -------- |
| Primera División      | 453      | 198   | 0,44     | 50          | 0,11     | 248                 | 0,55     |
| Copas nacionales      | 51       | 24    | 0,47     | 6           | 0,12     | 30                  | 0,59     |
| Copas internacionales | 102      | 51    | 0,50     | 10          | 0,10     | 61                  | 0,60     |
| Selección adulta      | 64       | 35    | 0,55     | 7           | 0,11     | 42                  | 0,66     |
| Selección olímpica    | 16       | 20    | 1,25     | 9           | 0,56     | 29                  | 1,81     |
| Total                 | 686      | 328   | 0,48     | 82          | 0,12     | 410                 | 0,60     |

#### Hat-tricks
| 1  | 6 de mayo de 1994       | El Monumental, Buenos Aires       | River Plate - CA Belgrano                   |  | 4 - 0  | Clausura 1994           |
| 2  | 26 de febrero de 1996   | José María Minella, Mar del Plata | Argentina Olímpica - Colombia Olímpica      |  | 4 - 0  | Preolímpico Sub-23 1996 |
| 3  | 20 de junio de 1996     | Saint Bernard, Atlanta            | Universidad de Cullman - Argentina Olímpica |  | 0 - 12 | Amistoso                |
| 4  | 11 de mayo de 1997      | Ennio Tardini, Parma              | Parma - Vicenza Calcio                      |  | 3 - 0  | Serie A 1996-97         |
| 5  | 24 de febrero de 1998   | José María Minella, Mar del Plata | Argentina - Yugoslavia                      |  | 3 - 1  | Amistoso                |
| 6  | 15 de noviembre de 1998 | Ennio Tardini, Parma              | Parma - Udinese Calcio                      |  | 4 - 1  | Serie A 1998-99         |
| 7  | 7 de febrero de 1999    | Olímpico de Turín, Turín          | Juventus FC - Parma                         |  | 2 - 4  | Serie A 1998-99         |
| 8  | 25 de febrero de 2001   | Olímpico de Roma, Roma            | SS Lazio - Hellas Verona                    |  | 5 - 3  | Serie A 2000-01         |
| 9  | 4 de noviembre de 2001  | Olímpico de Roma, Roma            | SS Lazio - Brescia Calcio                   |  | 5 - 0  | Serie A 2001-02         |
| 10 | 3 de marzo de 2002      | Olímpico de Roma, Roma            | SS Lazio - Venezia FC                       |  | 4 - 2  | Serie A 2001-02         |
| 11 | 6 de enero de 2005      | San Siro, Milán                   | AC Milan - US Lecce                         |  | 5 - 2  | Serie A 2004-05         |
| 12 | 13 de mayo de 2007      | Giuseppe Meazza, Milán            | Inter de Milán - SS Lazio                   |  | 4 - 3  | Serie A 2006-07         |

## Estadísticas como entrenador
| Equipo                       | Div.                | Temporada           | Liga  | Liga | Liga | Liga | Liga |       | Copa | Copa | Copa | Copa  |    | Internacional | Internacional | Internacional | Internacional | Internacional |   | Otros | Otros | Otros | Otros |    | Totales     | Totales | Totales | Totales | Totales | Totales | Totales | Totales | Totales |
| Equipo                       | Div.                | Temporada           | Part. | G    | E    | P    | Pos. | Part. | G    | E    | P    | Part. | G  | E             | P             | Pos.          | Part.         | G             | E | P     | Part. | G     | E     | P  | Rendimiento | GF      | GC      | Dif.    | Ptos.   |         |         |         |         |
| ---------------------------- | ------------------- | ------------------- | ----- | ---- | ---- | ---- | ---- | ----- | ---- | ---- | ---- | ----- | -- | ------------- | ------------- | ------------- | ------------- | ------------- | - | ----- | ----- | ----- | ----- | -- | ----------- | ------- | ------- | ------- | ------- | ------- | ------- | ------- | ------- |
| Modena · Italia              | 2.ª                 | 2015-16             | 33    | 10   | 5    | 18   | Inc. | 2     | 1    | 0    | 1    | -     | -  | -             | -             | -             | -             | -             | - | -     | 35    | 11    | 5     | 19 | 38.38%      | 31      | 40      | -9      | 38      |         |         |         |         |
| Modena · Italia              | Total               | Total               | 33    | 10   | 5    | 18   | -    | 2     | 1    | 0    | 1    | -     | -  | -             | -             | -             | -             | -             | - | -     | 35    | 11    | 5     | 19 | 38.38%      | 31      | 40      | -9      | 38      |         |         |         |         |
| Banfield Argentina           | 1.ª                 | 2018-19             | 10    | 1    | 5    | 4    | 16.º | 3     | 2    | 0    | 1    | -     | -  | -             | -             | -             | -             | -             | - | -     | 13    | 3     | 5     | 5  | 35.9%       | 18      | 21      | -3      | 14      |         |         |         |         |
| Banfield Argentina           | 1.ª                 | 2019-20             | 5     | 1    | 1    | 3    | Inc. | -     | -    | -    | -    | -     | -  | -             | -             | -             | -             | -             | - | -     | 5     | 1     | 1     | 3  | 26.67%      | 3       | 5       | -2      | 4       |         |         |         |         |
| Banfield Argentina           | Total               | Total               | 15    | 2    | 6    | 7    | -    | 3     | 2    | 0    | 1    | -     | -  | -             | -             | -             | -             | -             | - | -     | 18    | 4     | 6     | 8  | 33.33%      | 21      | 26      | -5      | 18      |         |         |         |         |
| Defensa y Justicia Argentina | 1.ª                 | 2019-20             | 6     | 3    | 3    | 0    | 6.º  | 12    | 3    | 4    | 5    | 15    | 8  | 3             | 4             | 1.º           | -             | -             | - | -     | 33    | 14    | 10    | 9  | 52.52%      | 49      | 42      | +7      | 52      |         |         |         |         |
| Defensa y Justicia Argentina | Total               | Total               | 6     | 3    | 3    | 0    | -    | 12    | 3    | 4    | 5    | 15    | 8  | 3             | 4             | -             | -             | -             | - | -     | 33    | 14    | 10    | 9  | 52.52%      | 49      | 42      | +7      | 52      |         |         |         |         |
| São Paulo · Brasil           | 1.ª                 | 2021                | 21    | 6    | 10   | 5    | Inc. | 22    | 14   | 5    | 3    | 10    | 4  | 4             | 2             | 1/4           | -             | -             | - | -     | 53    | 24    | 19    | 10 | 57.23%      | 88      | 49      | +39     | 91      |         |         |         |         |
| Al-Duhail Catar              | 1.ª                 | 2022-23             | 22    | 16   | 3    | 3    | 1.º  | 11    | 9    | 2    | 0    | 9     | 6  | 1             | 2             | 1/2           | -             | -             | - | -     | 42    | 31    | 6     | 5  | 78.57%      | 99      | 56      | +43     | 99      |         |         |         |         |
| Al-Duhail Catar              | 1.ª                 | 2023-24             | 5     | 3    | 1    | 1    | Inc. | 1     | 1    | 0    | 0    | 2     | 0  | 1             | 1             | Inc.          | -             | -             | - | -     | 8     | 4     | 2     | 2  | 58.33%      | 15      | 11      | +4      | 14      |         |         |         |         |
| Al-Duhail Catar              | Total               | Total               | 27    | 19   | 4    | 4    | -    | 12    | 10   | 2    | 0    | 11    | 6  | 2             | 3             | -             | -             | -             | - | -     | 50    | 35    | 8     | 7  | 75.33%      | 114     | 67      | +47     | 113     |         |         |         |         |
| Al-Ain · EAU                 | 1.ª                 | 2023-24             | 19    | 9    | 3    | 7    | 3.º  | 6     | 2    | 0    | 4    | 10    | 5  | 1             | 4             | 1.º           | -             | -             | - | -     | 35    | 16    | 4     | 15 | 49.52%      | 61      | 51      | +10     | 52      |         |         |         |         |
| Al-Ain · EAU                 | 1.ª                 | 2024-25             | 5     | 2    | 2    | 1    | Inc. | 3     | 3    | 0    | 0    | 4     | 0  | 1             | 3             | Inc.          | 2             | 1             | 0 | 1     | 14    | 6     | 3     | 5  | 50%         | 38      | 32      | +6      | 21      |         |         |         |         |
| Al-Ain · EAU                 | Total               | Total               | 24    | 11   | 5    | 8    | -    | 9     | 5    | 0    | 4    | 14    | 5  | 2             | 7             | -             | 2             | 1             | 0 | 1     | 49    | 22    | 7     | 20 | 49.66%      | 99      | 83      | +16     | 73      |         |         |         |         |
| São Paulo · Brasil           | 1.ª                 | 2025                | 8     | 5    | 2    | 1    | -    | 2     | 1    | 0    | 1    | 2     | 0  | 2             | 0             | -             | -             | -             | - | -     | 12    | 6     | 4     | 2  | 61.11%      | 17      | 11      | +6      | 22      |         |         |         |         |
| São Paulo · Brasil           | Total               | Total               | 29    | 11   | 12   | 6    | -    | 24    | 15   | 5    | 4    | 12    | 4  | 6             | 2             | -             | -             | -             | - | -     | 65    | 30    | 23    | 12 | 57.94%      | 105     | 60      | +45     | 113     |         |         |         |         |
| Total en su carrera          | Total en su carrera | Total en su carrera | 134   | 56   | 35   | 43   | -    | 62    | 36   | 11   | 15   | 52    | 23 | 13            | 16            | -             | 2             | 1             | 0 | 1     | 250   | 116   | 59    | 75 | 54.27%      | 419     | 318     | +101    | 407     |         |         |         |         |
| 1. 2. 3.                     |                     |                     |       |      |      |      |      |       |      |      |      |       |    |               |               |               |               |               |   |       |       |       |       |    |             |         |         |         |         |         |         |         |         |

#### Resumen por competiciones
| Competición                          | Partidos | Ganados | Empatados | Perdidos | %      | Resultado        |
| ------------------------------------ | -------- | ------- | --------- | -------- | ------ | ---------------- |
| Serie B                              | 33       | 10      | 5         | 18       | 35.35% | 18.º lugar       |
| Copa Italia                          | 2        | 1       | 0         | 1        | 50%    | Tercera ronda    |
| Primera División Argentina           | 21       | 5       | 9         | 7        | 38.1%  | 6.º lugar        |
| Copa Argentina                       | 1        | 1       | 0         | 0        | 100%   | Primera ronda    |
| Copa de la Superliga Argentina       | 3        | 2       | 0         | 1        | 66.67% | Fase de grupos   |
| Copa de la Liga Profesional          | 11       | 2       | 4         | 5        | 30.3%  | Fase de grupos   |
| Brasileirão                          | 29       | 11      | 12        | 6        | 51.72% | 15.º lugar       |
| Copa de Brasil                       | 8        | 4       | 1         | 3        | 54.17% | Cuartos de final |
| Paulistão                            | 16       | 11      | 4         | 1        | 77.08% | Campeón          |
| Liga de fútbol de Catar              | 27       | 19      | 4         | 4        | 75.31% | Campeón          |
| Copa del Emir de Catar               | 2        | 1       | 1         | 0        | 66.67% | Cuartos de final |
| Copa Príncipe de la Corona de Catar  | 2        | 2       | 0         | 0        | 100%   | Campeón          |
| Copa de las Estrellas de Catar       | 8        | 7       | 1         | 0        | 91.67% | Campeón          |
| UAE Pro League                       | 24       | 11      | 5         | 8        | 52.77% | 3.er lugar       |
| Copa Presidente EAU                  | 3        | 2       | 0         | 1        | 66.67% | Cuartos de final |
| Copa de Liga de los EAU              | 6        | 3       | 0         | 3        | 50%    | Subcampeón       |
| Copa Libertadores                    | 18       | 6       | 6         | 6        | 44.44% | Cuartos de final |
| Copa Sudamericana                    | 9        | 6       | 3         | 0        | 77.78% | Campeón          |
| Liga de Campeones de Élite de la AFC | 25       | 11      | 4         | 10       | 49.33% | Campeón          |
| Copa Intercontinental de la FIFA     | 2        | 1       | 0         | 1        | 50%    | Segunda ronda    |
| TOTAL                                | 250      | 116     | 59        | 75       | 54.27% | 6 Títulos        |

## Palmarés

### Como jugador

#### Campeonatos nacionales
| Título              | Club           | País       | Año     |
| ------------------- | -------------- | ---------- | ------- |
| Primera División    | River Plate    | Argentina  | 1993    |
| Primera División    | River Plate    | Argentina  | 1994    |
| Copa Italia         | Parma AC       | Italia     | 1998/99 |
| Supercopa de Italia | Parma AC       | Italia     | 1999    |
| Supercopa de Italia | SS Lazio       | Italia     | 2000    |
| Supercopa de Italia | AC Milan       | Italia     | 2004    |
| Community Shield    | Chelsea FC     | Inglaterra | 2005    |
| Premier League      | Chelsea FC     | Inglaterra | 2005/06 |
| Supercopa de Italia | Inter de Milán | Italia     | 2006    |
| Serie A             | Inter de Milán | Italia     | 2006/07 |
| Serie A             | Inter de Milán | Italia     | 2007/08 |
| Supercopa de Italia | Inter de Milán | Italia     | 2008    |
| Serie A             | Inter de Milán | Italia     | 2008/09 |

#### Campeonatos internacionales
| Título               | Club (*)           | Sede          | Año     |
| -------------------- | ------------------ | ------------- | ------- |
| Juegos Panamericanos | Argentina sub-22   | Mar del Plata | 1995    |
| Juegos Olímpicos     | Argentina olímpica | Atlanta       | 1996    |
| Copa Libertadores    | River Plate        | Buenos Aires  | 1996    |
| Copa de la UEFA      | Parma AC           | Moscú         | 1998/99 |

#### Distinciones individuales
| Distinción                                                                                      | Año              |
| ----------------------------------------------------------------------------------------------- | ---------------- |
| Máximo Goleador de Primera División (11 goles)                                                  | A-1994           |
| Máximo Goleador de los Juegos Olímpicos de Atlanta (6 goles)                                    | 1996             |
| Nominado al Balón de Oro                                                                        | 1997             |
| Máximo Goleador de la Copa Italia (6 goles)                                                     | 1998-99          |
| Mejor jugador de la final Copa de la UEFA                                                       | 1999             |
| Nominado al Balón de Oro                                                                        | 1997,1999 y 2001 |
| Máximo goleador de la Serie A (26 goles)                                                        | 2001             |
| Máximo goleador de las Eliminatorias Sudamericanas para la Copa Mundial 2002 (9 goles)          | 2001             |
| Equipo del Año de la European Sports Media                                                      | 2001             |
| Galardonado como uno de los FIFA 100                                                            | 2004             |
| Máximo goleador histórico de las Eliminatorias Sudamericanas para las Copa Mundiales (19 goles) | 2005-2017        |
| Bota de Plata en la Copa Mundial (3 goles)                                                      | 2006             |
| Equipo estelar de la Copa Mundial                                                               | 2006             |
| Máximo Goleador de la Copa Italia (4 goles)                                                     | 2006-07          |
| Máximo goleador en la historia del Parma FC (94 goles)                                          | 2011             |
| 6.º máximo goleador extranjero de la historia de la Serie A (154 goles)                         | 2011             |

### Como entrenador

#### Campeonatos regionales
| Título              | Club         | Estado    | Año  |
| ------------------- | ------------ | --------- | ---- |
| Campeonato Paulista | São Paulo FC | San Pablo | 2021 |

#### Campeonatos nacionales
| Título                         | Club         | País  | Año     |
| ------------------------------ | ------------ | ----- | ------- |
| Copa de las Estrellas de Catar | Al-Duhail SC | Catar | 2023    |
| Copa Príncipe de la Corona     | Al-Duhail SC | Catar | 2023    |
| Liga de fútbol                 | Al-Duhail SC | Catar | 2022-23 |

#### Campeonatos internacionales
| Título                      | Club               | Sede    | Año  |
| --------------------------- | ------------------ | ------- | ---- |
| Copa Sudamericana           | Defensa y Justicia | Córdoba | 2020 |
| Liga de Campeones de la AFC | Al Ain FC          | Al Ain  | 2024 |

## Goles y curiosidades
- El 30 de julio de 1996 debutó en el fútbol europeo e italiano vistiendo la camiseta del Parma, anotando un gol en la derrota 3-1 vs. Inter de Milán en el estadio Giuseppe Meazza.

- El 1 de abril de 2007 anotó su gol número 200 en Europa en su partido número 400 hasta ese momento, con un promedio exacto de 0,5. Aquella noche se enfrentaron en el mismo estadio los mismos equipos, Inter de Milán y Parma, esta vez "Valdanito" vestía la camiseta neroazzurra y anotó su gol tras la asistencia de su compañero, por aquel entonces, el brasileño Adriano.

- Es el único jugador en ganar la Supercopa de Italia con 4 equipos diferentes (Inter, Milan, Lazio y Parma).

- Posee una particular curiosidad, el delantero argentino fue contratado por el Inter de Milán para disputar la temporada 2002-03. Luego de concluida la misma, fue contratado por el Chelsea de Inglaterra donde disputó la 2003-04, para luego, en junio de 2004, regresar a Italia para jugar a préstamo en el archirrival del Inter, el Milan, donde disputó la temporada 2004-05. Finalizada esa temporada "Valdanito" debió regresar al Chelsea, donde jugó su última temporada en el conjunto inglés. Al año siguiente, en la 2006-07, volvería a recalar en el Inter, realmente llamativo caso, donde recaló en Inter, pasó por Milan y luego volvió a Inter. Sin dudas que por sus rendimientos y su gran profesionalidad, el delantero es querido y respetado por ambas parcialidades.

- El 5 de diciembre de 2010, Crespo superó los 150 goles en Serie A al anotarle un doblete al Udinese y se puso por delante de Enrique Omar Sívori. para ser el segundo máximo goleador argentino en la historia de dicha competición detrás de Gabriel Omar Batistuta.

- En agosto de 2018 el técnico Marcelo Bielsa confesó que en 1998 le mintió a Hernán Crespo y le pidió disculpas públicas.[35] «Cuando él estaba madurando, yo una vez le dije que lo consideraba un jugador maduro, pero le estaba mintiendo. Trataba de fortalecer su autoestima asignándole una característica, una cualidad, que yo no pensaba que él tuviera».  Bielsa también reconoció que Crespo luego descubrió que le había mentido «No me lo perdonó nunca eso, y con mucha razón». El incidente terminó con una carta pública que Crespo publicó en redes sociales, mostrando una grandeza poco habitual en el mundo futbolístico, dando a entender que ya lo había perdonado hacía rato y que el respeto mutuo no se había perdido. «Me dolió» pero «me hizo feliz escucharlo», dijo el goleador.[36]

- Tiene como curiosidad haber anotado tanto en una final de Libertadores como en una final de Champions.